# Shahmorādī
Shahmorādī (persiska: شهمرادی, شاه مَردی, شَهمَرَدی) är en ort i Iran.   Den ligger i provinsen Hormozgan, i den sydöstra delen av landet, 1 100 km sydost om huvudstaden Teheran. Shahmorādī ligger 35 meter över havet och antalet invånare är 712.
Terrängen runt Shahmorādī är platt åt sydväst, men åt nordost är den kuperad.Runt Shahmorādī är det ganska glesbefolkat, med 25 invånare per kvadratkilometer. Närmaste större samhälle är Mīnāb, 6,3 km sydost om Shahmorādī. Omgivningarna runt Shahmorādī är i huvudsak ett öppet busklandskap.